# 五十鈴 (航空機)
五十鈴（いすず）は、大日本帝国海軍が計画した滑空機（軍用グライダー）。実機は完成していない。

## 概要
1942年（昭和17年）2月、海軍航空技術廠（空技廠）は並列複座の無制限曲技滑空機の設計を美津濃グライダー製作所に対して命じた。この指示は、前年に完成した日本小型飛行機製の無制限曲技滑空機「力」の流れを汲むものだった。
美津濃は木村貫一技師を担当としてこれの設計にあたり、1942年6月に基本設計を完了。「五十鈴」と命名された。しかし、木村技師が召集されたため、同年8月に計画は中断された。

## 諸元
出典：『日本グライダー史』 119・228頁。
- 全長：8.28 m
- 全幅：11.60 m
- 翼面積：18.4 m2
- 自重：320 kg
- 全備重量：500 kg
- 乗員：2名